# Jerago con Orago
Jerago con Orago este o comună în Provincia Varese, Italia. În 2011 avea o populație de 5,083 de locuitori.

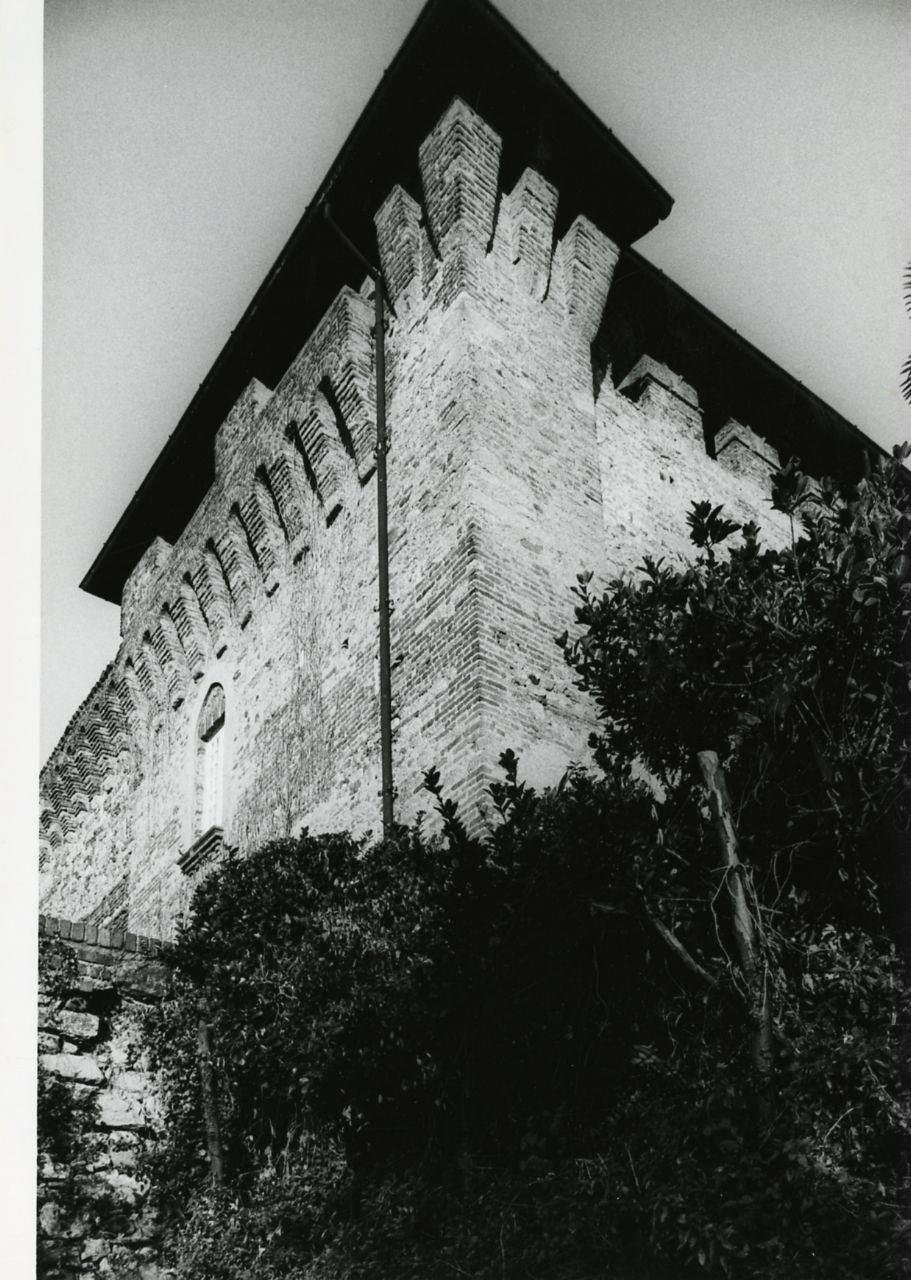
Jerago, 1980 (Paolo Monti)

## Demografie
Jerago con Orago - evoluția demografică

|  | Graficele sunt indisponibile din cauza unor probleme tehnice. Mai multe informații se găsesc la Phabricator și la wiki-ul MediaWiki. |

Date: Recensăminte sau birourile de statistică - grafică realizată de Wikipedia